# (25011) 1998 PP1
1998 بي بي 1 (ويعرف أيضًا باسم (25011) 1998 بي بي 1 وفق تسمية الكوكب الصغير) (بالإنجليزية: 1998 PP1)‏ هو كويكب ضمن حزام الكويكبات؛ وترتيبه 25011 من حيث الاكتشاف.
اكتُشف هذا الجُرم الفلكي بواسطة برنامج شميدت للكويكبات في بكين في 13 أغسطس 1998.

## وصلات خارجية
- (25011) 1998 PP1 في قاعدة بيانات مختبر الدفع النفاث لأجرام النظام الشمسي الصغيرة

- الاكتشاف · مخطط المدار ·  العناصر المدارية · المعلمات المادية

- (25011) 1998 PP1 على موقع ويكي سكاي: DSS2, SDSS, GALEX, IRAS, Hydrogen α, X-Ray, Astrophoto, Sky Map, Articles and images